# Golubnjača
Golubnjača är en grotta i Kroatien.   Den ligger i länet Lika, i den centrala delen av landet, 100 km söder om huvudstaden Zagreb. Golubnjača ligger 467 meter över havet.
Terrängen runt Golubnjača är huvudsakligen kuperad, men åt nordost är den platt. Runt Golubnjača är det mycket glesbefolkat, med 3 invånare per kvadratkilometer. Närmaste större samhälle är Jezerce, 3,2 km söder om Golubnjača. I omgivningarna runt Golubnjača växer i huvudsak lövfällande lövskog.